# Pfarrkirche St. Michael am Bruckbach

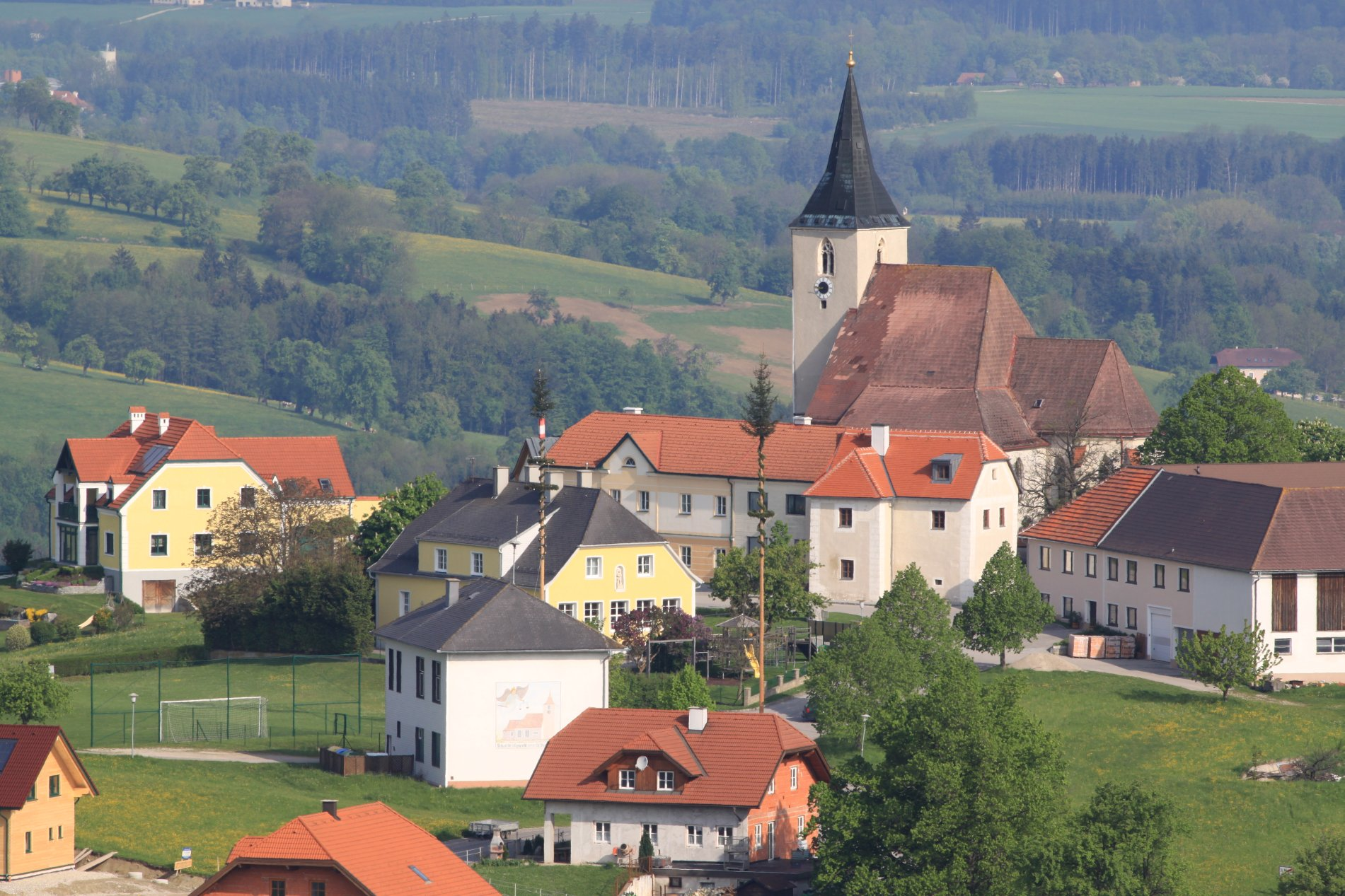
Katholische Pfarrkirche hl. Michael in St. Michael am Bruckbach

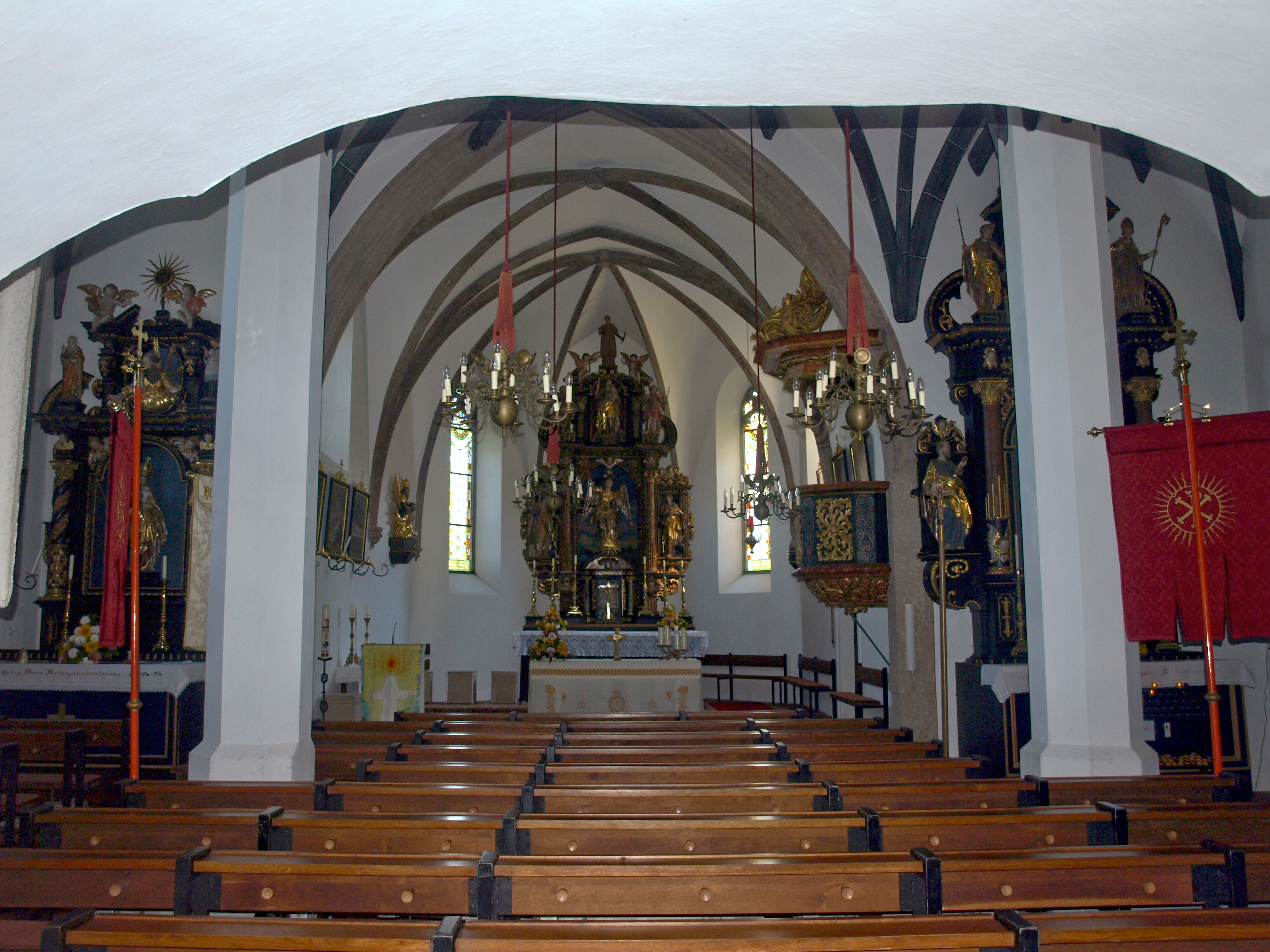
Langhaus, Blick zum Chor

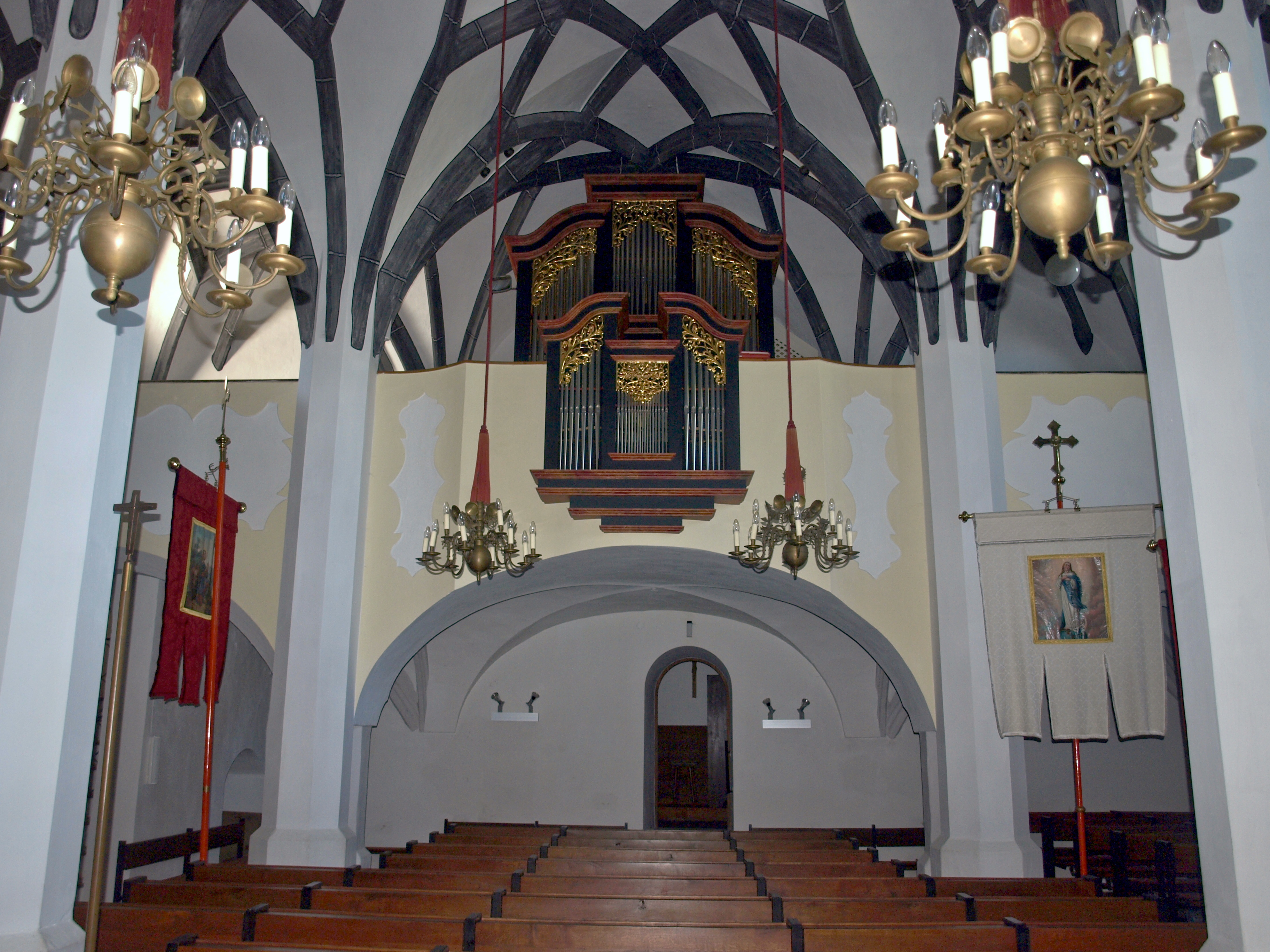
Langhaus, Blick zur Orgelempore

Die Pfarrkirche St. Michael am Bruckbach steht auf einem leicht erhöhten Plateau im Kirchweiler St. Michael am Bruckbach in der Marktgemeinde St. Peter in der Au im Bezirk Amstetten in Niederösterreich. Die auf Michael geweihte römisch-katholische Pfarrkirche gehört zum Dekanat Haag in der Diözese St. Pölten. Die Kirche und der Friedhof stehen unter Denkmalschutz (Listeneintrag).

## Geschichte
Ursprünglich vermutlich bischöflich zum Bistum Bamberg gehörig. Urkundlich wurde 1142 die Kirche als Filiale der Pfarrkirche Wolfsbach an das Stift Seitenstetten übertragen. Um 1300 Pfarre, dann wieder vom Stift übernommen, wurde die Pfarre 1746 wieder errichtet. 1971/1972 war eine Restaurierung.

## Architektur
Die spätgotische Hallenkirche mit einem eingezogenen Chor und einem vorgestellten Westturm ist von einem ummauerten Friedhof umgeben.
Das Kirchenäußere zeigt sich verputzt mit sichtbaren Steinmetzteilen, die Westfront mit Platten verkleidet. Der Chor zeigt zwischen den abgetreppten Strebepfeilern neugotische Maßwerkfenster aus der zweiten Hälfte des 19. und Anfang des 20. Jahrhunderts. Das spätgotische Langhaus unter einem steilen Halbwalmdach hat im Norden ein neugotisches verstäbtes Rechteckportal aus der zweiten Hälfte des 19. und Anfang des 20. Jahrhunderts. Im Norden gibt es ein kleines Emporenfenster mit Steckgitter um 1508. Im Südosten gibt es einen hakenförmig zum südlichen Chorwinkel geführter barocker Anbau aus der zweiten Hälfte des 17. Jahrhunderts, mit Veränderungen aus dem 19. und 20. Jahrhundert, mit unregelmäßiger Achsfolge, im Erdgeschoß mit Querpassfenster, im Obergeschoß mit Spitzbogenfenster mit Schmiedeeisengitter aus dem zweiten Viertel des 19. Jahrhunderts. Im Südwesten zeigt sich ein gotisierendes korbbogiges Vorhallenportal aus der ersten Hälfte des 19. Jahrhunderts, dahinter befindet sich der Haupteingang. Der gotische Chor schließt mit einem Dreiseitschluss. Der massive ungegliederte Turm aus dem 14. Jahrhundert zeigt Luken und neugotische Schallfenster über der Turmuhr, er trägt einen oktogonalen Spitzhelm aus 1878.

## Ausstattung
Die Altäre mit bemerkenswerten reichen frühbarocken Säulenretabel mit zahlreichen Maskenputti schuf der Tischler Wendelin Perg.
Die Orgel baute die Oberösterreichische Orgelbauanstalt St. Florian 1988. Eine Glocke nennt Sebastian Lecherer 1714.